# Погорельцевский сельсовет
Погоре́льцевский сельсове́т — упразднённая административно-территориальная единица, существовавшая на территории Михайловского, затем Железногорского района Курской области до 1989 года.
Административным центром было село Погорельцево.

## География
Располагался в юго-западной части района. Граничил с Дмитриевским и Конышёвским районами.

## История
Образован в первые годы советской власти в составе Кармановской волости Дмитриевского уезда. В 1928 году включён в состав Михайловского (ныне Железногорского) района. Упразднён в 1989 году путём раздела на Кармановский и Снецкой сельсоветы.

## Населённые пункты
В состав сельсовета входили 8 населённых пунктов:
- Погорельцево (село)
- Александровка (деревня)
- Воропаево (деревня)
- Злобино (село)
- Карманово (село)
- Мицень (поселок)
- Мокрыж (деревня)
- Снецкое (деревня)

## Председатели сельсовета
- Калайда (1930-е)
- Карчуков Михаил Матвеевич (1943—?)
- Белоглазов Григорий Андреевич (?—1954)
- Беседин М. И. (1954—1956)
- Щербаков Александр Васильевич (1956—1963)
- Печенкин Н. И.
- Беседина Анна Михайловна
- Рыжов Н. Я.
- Коростелева М. Н.